# Lökbagge
Lökbagge (Lilioceris merdigera) är en skalbaggsart som först beskrevs av Carl von Linné 1758. Den ingår i släktet Lilioceris och familjen bladbaggar. Arten är reproducerande i Sverige.

## Beskrivning
Arten har rött huvud med svarta antenner, klarröd mellankropp på ovansidan, men undersidan svart. Benen är dock röda utom de svarta lederna och fötterna. Täckvingarna är klarröda; även här är buken svart. Kroppslängden är 6 till 7 mm.
Arten är mycket lik liljebaggen (Lilioceris lilii), men denna art har huvud och ben svarta.

## Utbredning
Arten finns i nästan hela Europa, med undantag för Brittiska öarna och större delen av Iberiska halvön, vidare glesare österut till Sibirien, nordöstra Kina, Koreahalvön och Japan. I söder når den till Turkiet.

### Förekomst i Sverige och Finland
I Sverige finns arten i hela Götaland och Svealand samt Norrland utom Härjedalen och större delen av Lappland (i landskapet finns arten bara i södra delen av Norrbottens län).
I Finland har arten observerats i södra delen av landet upp till ungefär Vasa i mellersta Österbotten och Kuopio i Norra Savolax samt spridda observationer norrut: Uleåborg i Norra Österbotten samt Torneå och Rovaniemi i Lappland.

## Ekologi
Lökbaggen förekommer i både barr- och lövskog, på gräsmark med inblandning av träd och på människopåverkad mark. Den lever av lökar, rams och liljekonvalj.

## Bildgalleri

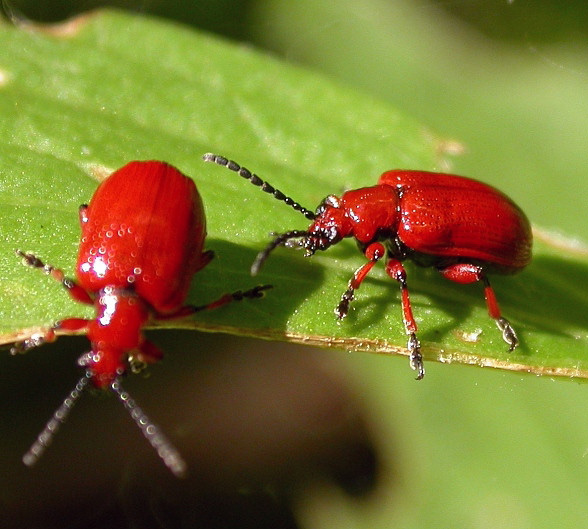
Lökbaggar, unga hanar.
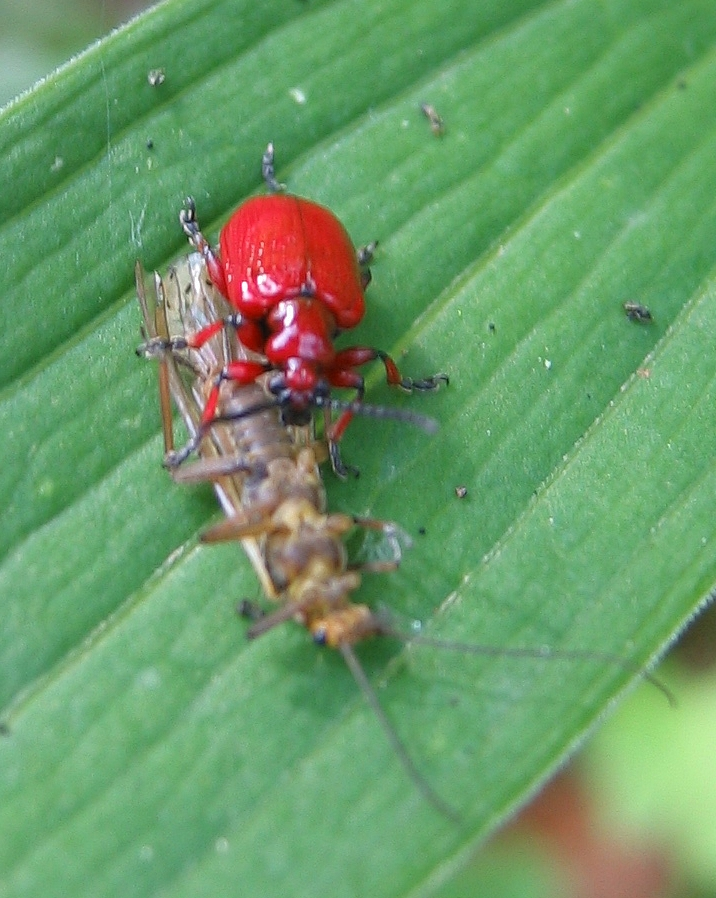
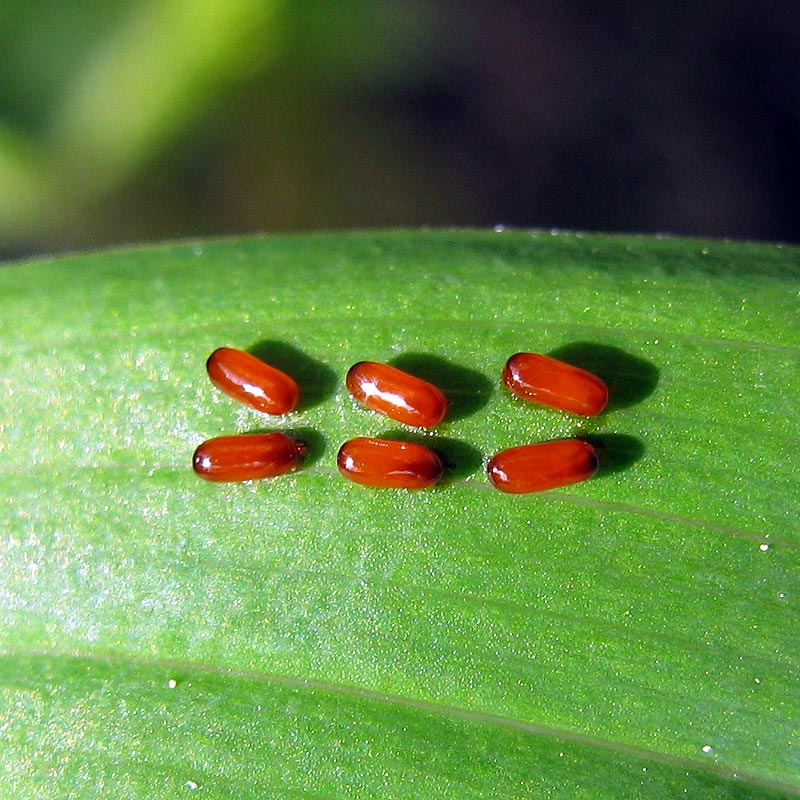
Ägg av lökbagge.
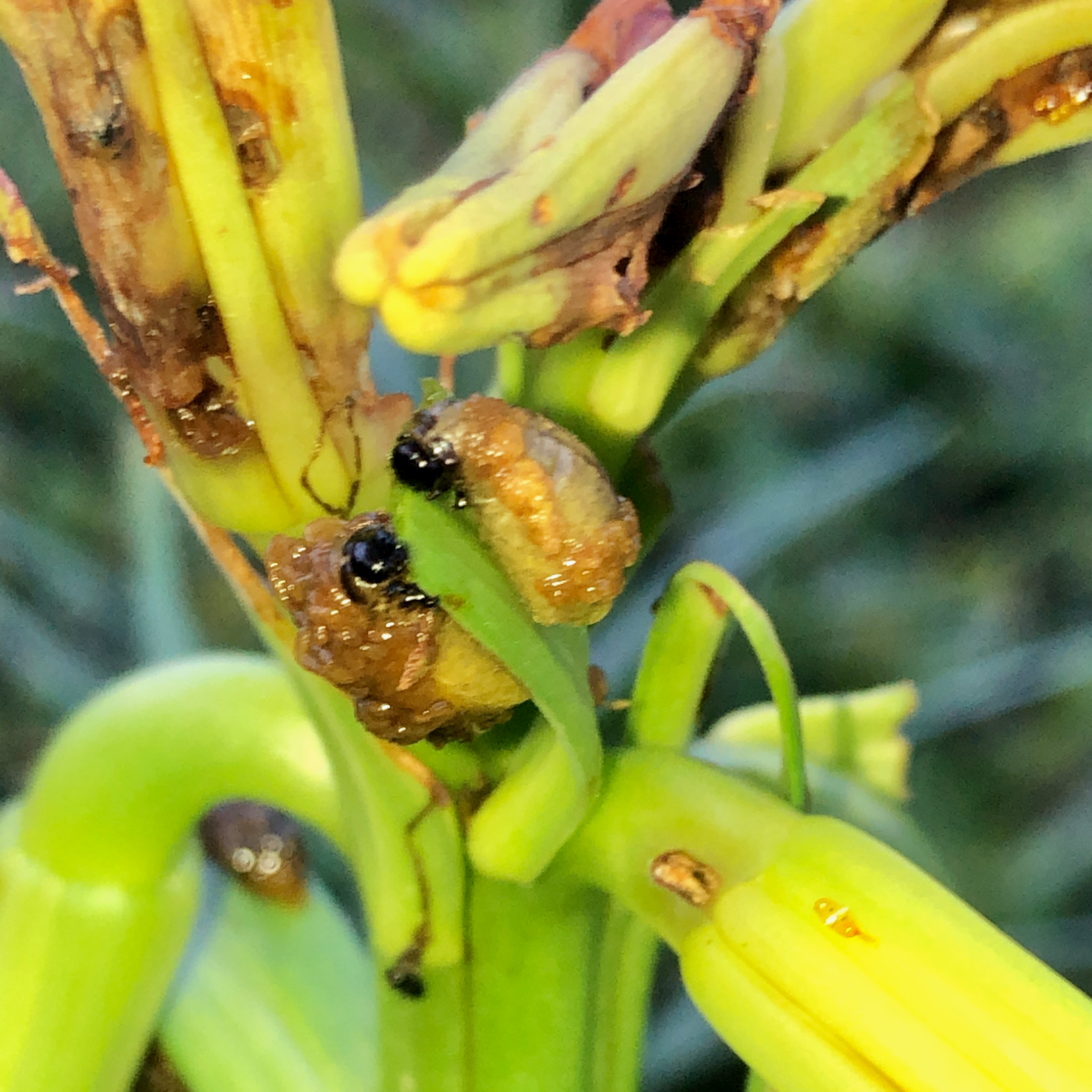
Larver som äter av grässtrå.